# دافيد اوديكادزي
دافيد اوديكادزي (14 أبريل 1981 بتبليسي في جورجيا - ) هو لاعب كرة قدم جورجي في مركز الوسط. شارك مع منتخب جورجيا لكرة القدم. أما مع النوادي، فقد لعب مع غيور تورنا أوزتالي ونادي إنتر باكو ونادي تشيخورا ساتشخيره ونادي دينامو تبليسي ونادي سامتريديا وجوريا لانتشخوتي ‏ وFC Kolkheti-1913 Poti ‏ وFC Tbilisi ‏ وDinamo Tbilisi ‏.

## وصلات خارجية
- دافيد اوديكادزي على موقع الاتحاد الدولي (مؤرشف)  (الإنجليزية)
- دافيد اوديكادزي على موقع الاتحاد الأوربي (الإنجليزية)
- دافيد اوديكادزي على موقع قاعدة بيانات كرة القدم.إي يو (الإنجليزية)
- دافيد اوديكادزي على موقع ناشيونال فوتبول تيمز (الإنجليزية)
- دافيد اوديكادزي على موقع Soccerway.com (الإنجليزية)
- دافيد اوديكادزي على موقع عالم كرة القدم.نت (الإنجليزية)